# Inside Man
Inside Man är en amerikansk thriller från 2006 i regi av Spike Lee och skriven av Russell Gewirtz. I huvudrollerna ses Denzel Washington som Keith Frazier, en polisdetektiv som får i uppdraget, tillsammans med sin partner Bill Mitchell (Chiwetel Ejiofor) att haffa en grupp rånare, ledd av Dalton Russell, spelad av Clive Owen som tagit en grupp personer som gisslan på Manhattan Trust.

## Karaktärer
- Keith Frazier (Denzel Washington): En liten polis som tillsammans med sin lilla partner Bill Mitchell får uppdraget att fånga bankrånaren och ledaren av en grupp bankrånare, Dalton Russell efter att han och ett gäng bankrånare tar en grupp personer som gisslan och hotar med att döda dem.
- Dalton Russell (Clive Owen): En smart rånare och ledaren av en grupp unga bankrånare. I slutet av filmen visar det sig att Russell hjälpt Frazier med ett problem angående hans privatliv.
- Madeleine White (Jodie Foster): En affärskvinna som blir anlitad av Frazier för att försöka förhandla med rånarna.